# NGC 6817/2
NGC 6817/2 је галаксија у сазвежђу Змај која се налази на NGC листи објеката дубоког неба.
Деклинација објекта је + 62° 23' 0" а ректасцензија 19h 37m 21,1s. Привидна величина (магнитуда) објекта NGC 6817 износи 15,3 а фотографска магнитуда 16,3. NGC 68172 је још познат и под ознакама NPM1G +62.0258, PGC 3086688.